# Kassaman
Kassaman (arabisch قسما Qasaman ‚Wir geloben‘) ist die Nationalhymne von Algerien. Sie wurde 1963 kurz nach der Unabhängigkeit von Frankreich angenommen. 
Mufdi Zakariah schrieb den Text 1956 im Gefängnis während der französischen Kolonialzeit und des  Algerienkriegs (1954–1962), die Musik komponierte der Ägypter Mohamed Fawzi.

## Text
| Originaltext | Transkription | Deutsche Übersetzung |
| --- | --- | --- |
| قسما بالنازلات الماحقات والدماء الزاكيات الطاهرات والبنود اللامعات الخافقات في الجبال الشامخات الشاهقات نحن ثرنا فحياة أو ممات وعقدنا العزم أن تحيا الجزائر فاشهدوا... فاشهدوا... فاشهدوا...  | qasaman bi-n-nāzilāti l-māḥiqāt wa-d-dimāʾi z-zākiyāti ṭ-ṭāhirāt wa-l-bunūdi l-lāmiʿāti l-ḫāfiqāt fī l-ǧibāli š-šāmiḫāti š-šāhiqāt naḥnu ṯurnā fa-ḥayātun aw mamāt wa-ʿaqadnā l-ʿazma an taḥyā l-ǧazāʾir fa-šhadū! fa-šhadū! fa-šhadū!                  | Wir schwören beim zerstörerischen Blitzstrahl, Bei den Strömen reinen Bluts, die vergossen wurden, Bei den heiter wehenden Fahnen, Die stolz auf den hohen Bergen wehen, Dass wir uns erhoben haben, und ob wir nun leben oder sterben werden – Und wir beschlossen, dass Algerien leben soll – So sollt ihr bezeugen! So sollt ihr bezeugen! So sollt ihr bezeugen!                                               |
| نحن جند في سبيل الحق ثرنا وإلى استقلالنا بالحرب قمنا لم يكن يصغى لنا لما نطقنا فاتخذنا رنة البارود وزنا وعزفنا نغمة الرشاش لحنا وعقدنا العزم أن تحيا الجزائر فاشهدوا... فاشهدوا... فاشهدوا... | naḥnu ǧundun fī sabīli l-ḥaqqi ṯurnā wa-ilā stiqlālinā bi-l-ḥarbi qumnā. lam yakun yuṣġā lanā lammā naṭaqnā fa-ttaḫaḏnā rannata l-bārūdi waznā. wa-ʿazafnā naġmat ar-raššaši laḥnā wa-ʿaqadnā l-ʿazma an taḥyā l-ǧazāʾir. fa-šhadū! fa-šhadū! fa-šhadū! | Wir sind Soldaten und haben im Namen der Rechtschaffenen revoltiert Für unsere Unabhängigkeit haben wir uns erhoben Hätten wir nicht gesprochen, hätte niemand gehört So nahmen wir die Trommel des Schießpulvers als unseren Rhythmus Und den Klang von Maschinengewehren als unsere Melodie Und wir beschlossen, dass Algerien leben soll – So sollt ihr bezeugen! So sollt ihr bezeugen! So sollt ihr bezeugen! |
| يا فرنسا قد مضى وقت العتاب وطويناه كما يطوى الكتاب يا فرنسا إن ذا يوم الحساب فاستعدي وخذي منا الجواب ان في ثورتنا فصل الخطاب وعقدنا العزم أن تحيا الجزائر فاشهدوا... فاشهدوا... فاشهدوا...    | yā faransā, qad maḍā waqtu l-ʿitāb wa-ṭawaynāhu kamā yuṭwā l-kitāb yā faransā inna ḏā yaumu l-ḥisāb fa-staʿiddī wa-ḫuḏī minnā l-ǧawāb inna fī thawratinā faslal khitab wa-ʿaqadnā l-ʿazma an taḥyā l-ǧazāʾir fa-šhadū! fa-šhadū! fa-šhadū!              | Oh Frankreich, die Zeit der Unterdrückung ist vorüber Wir schlossen sie wie ein Buch Oh Frankreich, die Zeit der Abrechnung ist gekommen So bereite dich auf unsere Antwort vor Mit unserer Revolution endet das leere Geschwätz Und wir beschlossen, dass Algerien leben soll – So sollt ihr bezeugen! So sollt ihr bezeugen! So sollt ihr bezeugen!                                                              |
| نحن من أبطالنا ندفع جندا وعلى أشلائنا نصنع مجدا وعلى أرواحنا نصعد خلدا وعلى هاماتنا نرفع بندا جبهة التحرير أعطيناك عهدا وعقدنا العزم أن تحيا الجزائر فاشهدوا... فاشهدوا... فاشهدوا...         | naḥnu min abṭālina nadfaʿu ǧundan wa-ʿalā ašlāʾinā naṣnaʿu maǧdan. wa-ʿalā arwāḥinā naṣʿadu ḫuldan. wa-ʿalā hāmātinā narfaʿu bandan. ǧabhatu t-taḥrīri aʿtaināki ʿahdan wa-ʿaqadnā l-ʿazma an taḥyā l-ǧazāʾir fa-šhadū! fa-šhadū! fa-šhadū!             | Aus unseren Helden formen wir eine Armee und aus unserem Tod entsteht Ruhm Unsere Geister werden zur Unsterblichkeit aufsteigen Und mit unseren Schultern werden wir den Standard erhöhen Der Befreiungsfront haben wir einen Eid geschworen Und wir beschlossen, dass Algerien leben soll – So sollt ihr bezeugen! So sollt ihr bezeugen! So sollt ihr bezeugen!                                                  |
| صرخة الأوطان من ساح الفدا اسمعوها واستجيبوا للندا واكتبوها بدماء الشهدا واقرأوها لبني الجيل غدا قد مددنا لك يا مجد يدا وعقدنا العزم أن تحيا الجزائر فاشهدوا... فاشهدوا... فاشهدوا             | ṣarḫatu l-auṭāni min sāḥi l-fidā ismaʿūhā wa-staǧībū li-n-nidā wa-ktubūhā bi-dimāʾi š-šuhadā wa-qraʾūhā li-banī l-ǧīli ġadan. qad madadnā laka yā maǧdu yadan wa-ʿaqadnā l-ʿazma an taḥyā l-ǧazāʾir fa-šhadū! fa-šhadū! fa-šhadū!                       | Der Ruf des Vaterlandes ertönt von den Schlachtfeldern Erhöre ihn und folge seinem Ruf Lass es mit den Blut der Märtyrer schreiben Und sei bereit für zukünftige Generationen Oh Ruhm, wir strecken dir unsere Hand entgegen Und wir beschlossen, dass Algerien leben soll – So sollt ihr bezeugen! So sollt ihr bezeugen! So sollt ihr bezeugen!                                                                  |